# Ismene
För andra betydelser, se Ismene (olika betydelser).

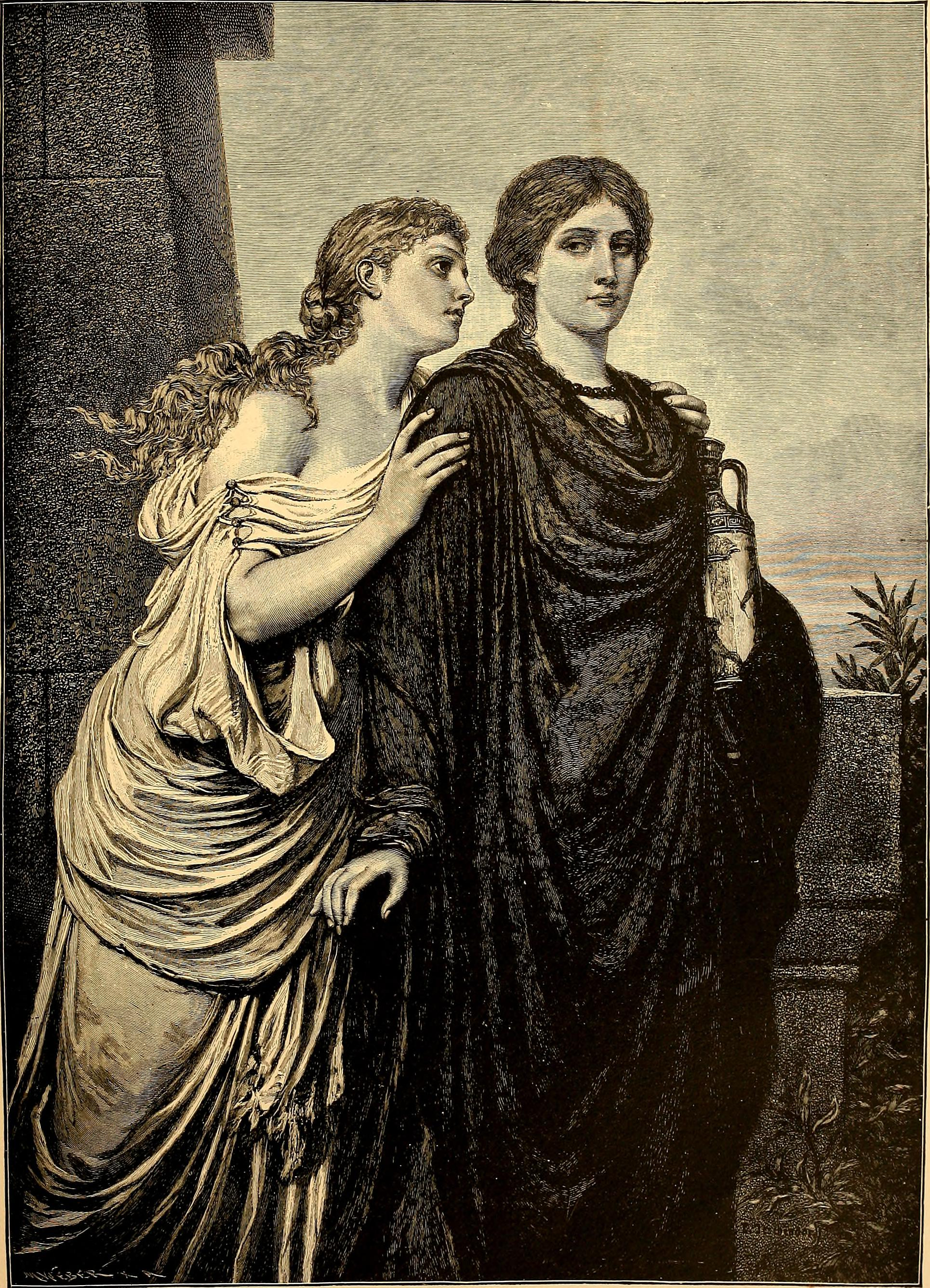
Antigone och Ismene av Emil Teschendorff 1892.

Ismene (klassisk grekiska: Ἰσμήνη, Ismēnē) var en hjältinna inom grekisk mytologi. Hon var dotter och halvsyster till Oidipus, dotter och barnbarn till Iokaste och syster till Antigone, Eteokles och Polyneikes. Hon förekommer i flera av Sofokles dramer, som i slutet av Kung Oidipus, i Oidipus i Kolonos och i Antigone. Hon förekommer även i slutet av Aischylos drama De sju mot Thebe.